# Nowe (rejon czernihowski)
Nowe (ukr. Нове) – osiedle na Ukrainie, w obwodzie czernihowskim, w rejonie czernihowskim, w hromadzie Sedniw. W 2001 liczyło 615 mieszkańców, spośród których 587 wskazało jako ojczysty język ukraiński, 23 rosyjski, a 5 inny.